# Marokko op de Olympische Zomerspelen 1972
Marokko nam deel aan de Olympische Zomerspelen 1972 in München, West-Duitsland. Voor de derde keer op rij werd geen medaille gewonnen.

## Deelnemers en resultaten
(m) = mannen, (v) = vrouwen 

### Atletiek
| Olympiër                                                                 | Onderdeel       | Resultaat | Prestatie                                                    |
| ------------------------------------------------------------------------ | --------------- | --------- | ------------------------------------------------------------ |
| Omar Chokhmane                                                           | 200m (m)        | 24e       | serie 5: 4de in 21,29 kwartfinale 1: 6de in 21,00            |
| Omar Ghizlat                                                             | 400m (m)        | 26e       | serie 2: 4de in 46,37 kwartfinale 1: 7de in 46,84            |
| Mohamed Makdouf                                                          | 800m (m)        | DNF       | serie 4: niet gestart                                        |
| Mohamed Makdouf                                                          | 1500m (m)       | 51e       | serie 3: 7de in 3.48,4                                       |
| Omar Ghizlat Omar Chokhmane Salah Fettouh Mohamed Bouboud Ahmed Hasnaoui | 4x400m (m)      | 13e       | serie 1: 6de in 3.05,92                                      |
| Lahcen Samsam                                                            | kogelstoten (m) | 15e       | kwalificatie groep B: 6de met 19,36m finale: 15de met 19,11m |
|                                                                          |                 |           |                                                              |
| Fatima El-Faquir                                                         | 100m (v)        | 42e       | serie 2: 7de in 12,56                                        |
| Fatima El-Faquir                                                         | 200m (v)        | 34e       | serie 6: 7de in 25,27                                        |
| Malika Hadky                                                             | 800m (v)        | 35e       | serie 5: 7de in 2.12,46                                      |

### Boksen
| Olympiër        | Onderdeel | Resultaat | Prestatie                                      |
| --------------- | --------- | --------- | ---------------------------------------------- |
| Ali Ouabbou     | -51kg (m) | 17e       | 1ste ronde: vrij 2de ronde: V van CAN Ius: 2-3 |
| Lahcen Maghfour | -57kg (m) | 33e       | 1ste ronde: V van GBR Taylor: 0-5              |
| Mohamed Sourour | -60kg (m) | 33e       | 1ste ronde: V van HUN Orbán: 0-5               |

### Judo
| Olympiër          | Onderdeel       | Resultaat | Prestatie |
| ----------------- | --------------- | --------- | --- |
| Moustafa Belhmira | -63kg (m)       | 19e       | 1ste ronde: V van GDR Werner                                                                                          |
| Boubker Slimani   | -80kg (m)       | 19e       | 1ste ronde: vrij 2de ronde: V van AUT Lischka                                                                         |
| Tijini Ben Kassou | +93kg (m)       | 7e        | 1ste ronde: W van MGL Dagvasüren 2de ronde: V van NED Ruska herkansingen: V van USA Nelson                            |
| Tijini Ben Kassou | open klasse (m) | 7e        | 1ste ronde: W van PUR Marin 2de ronde: W van IRL Folan kwartfinale: V van FRA Brondani herkansingen: V van CAN Rogers |

### Voetbal
| Olympiër | Onderdeel | Resultaat | Prestatie |
| --- | --------- | --------- | --- |
| Mohamed Hazzaz Ahmed Belkorchi Boujemaâ Benkhrif Khalifa Elbakhti Mohamed Elfilali Ahmed Faras Abdelmajid Hadry Mohamed Hazzaz Larbi Ihardane Abdelfattah Jafri Abdellah Lamrani Mohamed Merzaq Ahmed Tati Mohamed Ghazouani Mouhoub Ahmed Najah Abdallah Tazi Mustapha Yaghcha Abdelali Zahraoui | mannen    | 8e        | 1ste ronde groep A: 2de G van Verenigde Staten: 0-0 V van Bondsrepubliek Duitsland: 0-3 W van Maleisië: 6-0 2de ronde groep 2: 4de V van Sovjet-Unie: 0-3 V van Denemarken: 1-3 V van Polen: 0-5 |

| Groep A |                          |             |             |             |             |            |            |            |        |
| #       | Land                     | Wedstrijden | Wedstrijden | Wedstrijden | Wedstrijden | Doelpunten | Doelpunten | Doelpunten | Punten |
| #       | Land                     | G           | W           | G           | V           | V          | T          | Saldo      | Punten |
| 1       | Bondsrepubliek Duitsland | 3           | 3           | 0           | 0           | 13         | 0          | +13        | 6      |
| 2       | Marokko                  | 3           | 1           | 1           | 1           | 6          | 3          | +3         | 3      |
| 3       | Maleisië                 | 3           | 1           | 0           | 2           | 3          | 9          | -6         | 2      |
| 4       | Verenigde Staten         | 3           | 0           | 1           | 2           | 0          | 10         | –10        | 1      |

| Ronde       | Datum      | Plaats                   | Land | Score            | Land |
| ----------- | ---------- | ------------------------ | ---- | ---------------- | ---- |
| Groepsfase  |            |                          |      |                  |      |
| 27 augustus | Augsburg   | Marokko                  | 0-0  | Verenigde Staten |      |
| 29 augustus | Passau     | Bondsrepubliek Duitsland | 3-0  | Marokko          |      |
| 31 augustus | Ingolstadt | Marokko                  | 6-0  | Maleisië         |      |

| Groep 2 |             |             |             |             |             |            |            |            |        |
| #       | Land        | Wedstrijden | Wedstrijden | Wedstrijden | Wedstrijden | Doelpunten | Doelpunten | Doelpunten | Punten |
| #       | Land        | G           | W           | G           | V           | V          | T          | Saldo      | Punten |
| 1       | Polen       | 3           | 2           | 1           | 0           | 9          | 2          | +7         | 5      |
| 2       | Sovjet-Unie | 3           | 2           | 0           | 1           | 7          | 4          | +3         | 4      |
| 3       | Denemarken  | 3           | 1           | 0           | 2           | 1          | 9          | -8         | 2      |
| 4       | Marokko     | 3           | 0           | 1           | 2           | 4          | 6          | -2         | 1      |

| Ronde       | Datum      | Plaats      | Land | Score   | Land |
| ----------- | ---------- | ----------- | ---- | ------- | ---- |
| Groepsfase  |            |             |      |         |      |
| 3 september | München    | Sovjet-Unie | 3-0  | Marokko |      |
| 5 september | Passau     | Denemarken  | 3-1  | Marokko |      |
| 8 september | Neurenberg | Polen       | 4-0  | Marokko |      |

### Worstelen
| Olympiër        | Onderdeel      | Resultaat      | Prestatie                                                                                  |
| Grieks-Romeins  | Grieks-Romeins | Grieks-Romeins | Grieks-Romeins                                                                             |
| --------------- | -------------- | -------------- | ------------------------------------------------------------------------------------------ |
| Mohamed Karmous | -52kg (m)      | 18e            | 1ste ronde: V van TCH Zeman 2de ronde: V van BUL Kirov                                     |
| Ali Lachkar     | -57kg (m)      | 15e            | 1ste ronde: G van SYR Salloum 2de ronde: W van GDR Radmacher 3de ronde: V van TCH Neckář   |
| Mohamed Bahamou | -68kg (m)      | 12e            | 1ste ronde: V van JPN Tanoue 2de ronde: W van CAN Sorensen 3de ronde: V van YUG Damjanović |

Afghanistan · Albanië · Algerije · Amerikaanse Maagdeneilanden · Argentinië · Australië · Bahama's · Barbados · België · Bermuda · Birma · Bolivia · Bondsrepubliek Duitsland · Brazilië · Brits-Honduras · Bulgarije · Canada · Ceylon · Chili · Colombia · Congo-Brazzaville · Costa Rica · Cuba · Dahomey · Denemarken · Dominicaanse Republiek · Duitse Democratische Republiek · Ecuador · Egypte · El Salvador · Ethiopië · Fiji · Filipijnen · Finland · Frankrijk · Gabon · Ghana · Griekenland · Groot-Brittannië · Guatemala · Guyana · Haïti · Hongarije · Hongkong · Ierland · IJsland · India · Indonesië · Iran · Israël · Italië · Ivoorkust · Jamaica · Japan · Joegoslavië · Kameroen · Kenia · Khmerrepubliek · Koeweit · Lesotho · Libanon · Liberia · Liechtenstein · Luxemburg · Madagaskar · Malawi · Maleisië · Mali · Malta · Marokko · Mexico · Monaco · Mongolië · Nederland · Nederlandse Antillen · Nepal · Nicaragua · Nieuw-Zeeland · Niger · Nigeria · Noord-Korea · Noorwegen · Oeganda · Oostenrijk · Opper-Volta · Pakistan · Panama · Paraguay · Peru · Polen · Portugal · Puerto Rico · Roemenië · San Marino · Saoedi-Arabië · Senegal · Singapore · Soedan · Somalië · Sovjet-Unie · Spanje · Suriname · Swaziland · Syrië · Taiwan · Tanzania · Thailand · Togo · Trinidad en Tobago · Tsjaad · Tsjecho-Slowakije · Tunesië · Turkije · Uruguay · Venezuela · Verenigde Staten · Vietnam · Zambia · Zuid-Korea · Zweden · Zwitserland